# João Oliveira Pinto
João Oliveira Pinto (Lisboa, 3 de agosto de 1971-8 de febrero de 2024) fue un futbolista portugués que jugó en la posición de mediapunta.

## Carrera

### Club
| Periodo   | Club                   |
| --------- | ---------------------- |
| 1990–1992 | Sporting CP            |
| 1991–1992 | → Atlético CP (cedido) |
| 1992–1993 | Vitória Guimarães      |
| 1993–1994 | GD Estoril Praia       |
| 1994–1996 | Gil Vicente FC         |
| 1996–1998 | SC Braga               |
| 1998–1999 | SC Farense             |
| 1999–2001 | CS Marítimo            |
| 2001–2002 | Académica de Coimbra   |
| 2002–2003 | Imortal DC             |
| 2003–2004 | Amora FC               |
| 2004–2008 | GD Sesimbra            |
| 2008–2010 | GD Alfarim             |

### Selección nacional
Jugó para Portugal U20 en nueve ocasiones de 1990 a 1991 y anotó un gol; además de ganar la Copa Mundial de Fútbol Sub-20 de 1991 en Portugal. También jugó con Portugal U17 con la que fue finalista del Campeonato Europeo Sub-16 de la UEFA 1988 en España y con Portugal sub-21 jugó en 12 ocasiones de 1992 a 1994 y anotó cuatro goles; siendo finalista de la Eurocopa Sub-21 de 1994 en Francia.

## Muerte
João Oliveira Pinto falleció el 8 de febrero de 2024 en Portugal a causa de la leucemia.

## Logros

### Jugador
- Finalista de la Copa de Portugal 2000/01.

### Selección nacional
- Copa Mundial de Fútbol Sub-20 (1): 1991